# Biscathorpe
Biscathorpe är en by i civil parish Gayton Le Wold, i distriktet East Lindsey, i grevskapet Lincolnshire, i England. Byn är belägen 10 km från Louth. Biscathorpe var en civil parish fram till 1936 när blev den en del av Gayton le Wold. Civil parish hade 26 invånare år 1931. Byn nämndes i Domedagsboken (Domesday Book) år 1086, och kallades då Biscopetorp.